# Shoya Tomizawa

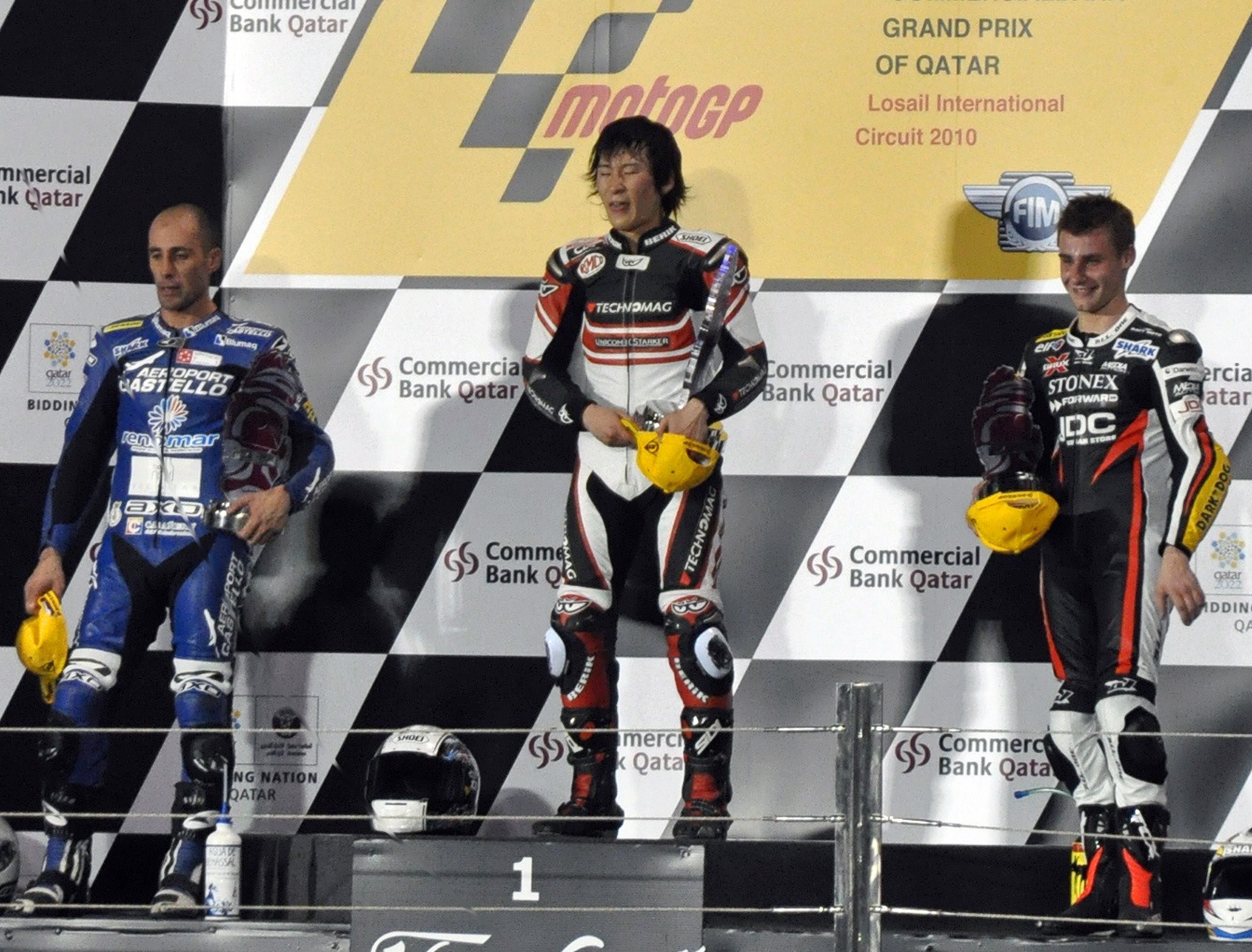
Shoya Tomizawa (i mitten) efter segern i Qatars Grand Prix.

Shoya Tomizawa, född 10 december 1990 i Chiba, död 5 september 2010 i Riccione, Emilia-Romagna, var en japansk roadracingförare. Tomizawa blev historisk genom att vinna det första VM-loppet i klassen Moto2 under Qatars MotoGP 11 april 2010.

## Tävlingskarriär
Tomizawa gjorde VM-debut i Grand Prix Roadracing som wildcardförare i Japans MotoGP 2006 i 125GP-klassen. Han deltog även i nästa års japanska Grand Prix i samma klass och 2008 i 250GP-klassen. Roadracing-VM 2009 fick han en styrning för hela säsongen i 250-klassen för CIP MOTO-teamet på en Honda. Hans bästa placering under året var en tiondeplats och totalt blev han 17:e i VM-tabellen. 2010 fortsatte Tomizawa i samma team, Technomag-CIP, i den nya Moto2-klassen på en motorcykel av märket Suter. Tomizawa vann den första deltävlingen drygt 4 sekunder före Alex Debón. Han följde upp med att komma tvåa i Spaniens Grand Prix. Sedan sjönk resultaten något fram till San Marinos Grand Prix.
Tomizawa avled efter en våldsam krasch i San Marinos Grand Prix på Misano den 5 september 2010. Tomizawa låg fyra i loppet när han tappade kontrollen över sin motorcykel i över 220 km/h och hamnade ute på konstgräset bredvid banan, där han föll omkull in på banan igen och rammades av såväl sin egen som Scott Reddings och Alex de Angelis kraschande motorcyklar. Trots detta rödflaggades inte tävlingen, och de stressade och rädda funktionärerna tappade båren Tomizawa låg medvetslös på direkt efter olyckan med svåra skador i huvud, bröstkorg och buk. Han fördes till sjukhus i Rimini, men avled mindre än två timmar efter själv olyckan, vid nitton års ålder. Tomizawas dödsfall var det första i Grand Prix Roadracing sedan Daijiro Kato förolyckades 2003. Han är troligen också den yngsta föraren som mist livet vid en Grand Prix-tävling.